# Lower New York Bay
Die Lower New York Bay ist eine Bucht vor der Hafeneinfahrt von New York City. Mit der Upper New York Bay ist sie durch die Meeresenge The Narrows verbunden. Sie ist der äußere Teil der New York Bay und verbindet den Hafen von New York mit dem Atlantik.

## Lage
Die Bucht bildet ein Dreieck, das zum Atlantik offen ist. Auf der westlichen Seite befindet sich die Insel Staten Island und das Festland von New Jersey, die Bucht reicht bis zur Halbinsel Sandy Hook. Auf der östlichen Seite befindet sich Brooklyn, die Bucht reicht hier bis an die Spitze der Halbinsel Rockaway. Auf der südlichen Seite ist die Bucht unterteilt in die Raritan Bay und die Sandy Hook Bay. Durch ihre Form und Lage und bietet die Lower New York Bay daher kaum Schutz für Schiffe, erst hinter The Narrows ist Schutz gewährt.
An der Bucht befinden sich zahlreiche Parks und Strände. Dazu gehören der Brighton Beach und Coney Island in Brooklyn, die Strände von Sandy Hook, Breezy Point, die Parks Jacob Riis Park, Wolfe’s Pond Park und Great Kills Park, außerdem der Cheesequake State Park in Old Bridge.
In der Bucht befinden sich zwei kleine künstliche Inseln im Mündungsgebiet des Hudson Rivers, vor dem Stadtteil South Beach auf Staten Island. Hoffman Island und Swinburne Island wurden als Quarantäneinsel erbaut um Einwanderer mit ansteckenden Krankheiten, die auf Ellis Island eintrafen zu separieren.
Weiterhin befinden sich in der Bucht und an den Ufern zahlreiche Leuchttürme. An der Küste von New Jersey befinden sich Chapel Hill Rear Range Light, Conover Beacon, Great Beds Light, Navesink Twin Lights und Sandy Hook Light. An der Küste von New York befinden sich Coney Island Light, New Dorp Lighthouse, Princes Bay Light sowie Staten Island Light und in der Bucht stehen das Old Orchard Shoal Light und das West Bank Light.

## Physikalische Parameter
Bei der Bucht handelt es sich um ein Flussmündungsgebiet, in das einige große Flüsse wie der Hudson River und über die Newark Bay und den Kill Van Kull der Passaic River und der Hackensack River durch die Meeresenge The Narrows und den Arthur Kill entwässern. Das Wasser hat durch die große Öffnung zum Atlantik einen relativ hohen Austausch und einen hohen Salzgehalt. Die Verschmutzung durch die Flüsse und den Hafen zeigt sich in der hohen Nährstoffkonzentration und der hohen Keimbelastung im Wasser. Der mittlere Tidenhub in der Bucht liegt um einen Meter.

## Geschichte
Der erste Europäer der in die Bucht gesegelt ist, war der Italiener Giovanni da Verrazzano. Er segelte im Auftrag des französischen Königs Franz I. im Jahr 1524 in die Bucht und ankerte vor Staten Island. Nach ihm wurde die Verrazzano-Narrows Bridge über The Narrow benannt. In den nächsten Jahren kamen weitere Erkunder, die die Bucht aber nicht erkundeten oder beschrieben. Erst als Henry Hudson im Jahr 1609 in die Bucht kam, untersuchte und beschrieb er sie und segelte anschließend den Hudson River hoch. Er veröffentlichte die erste vollständige Beschreibung der Bucht.